# Indrapura
Indrapura:122 (chữ Phạn: इन्द्रपुरम् / Lôi-điện thành, chữ Hán: 同陽國 / Đồng-dương quốc) là một thành quốc tồn tại trong giai đoạn 657 - 1471, đồng thời giữ vai trò kinh đô Champa suốt thời kỳ 875 - 982. Vị trí Indrapura ứng với địa phận làng Đồng Dương (huyện Thăng Bình, tỉnh Quảng Nam) hiện nay.

## Lịch sử
Vua Vikrantavarma định đô tại Virapura (thuộc Ninh Phước, Ninh Thuận). Ông không có con trai kế ngôi, nên sau khi ông qua đời triều đình đã chọn một người thuộc bộ tộc Dừa ở miền Bắc lên kế vị. Vị vua mới lên ngôi có tên hiệu là Indravarman II đã cho dời kinh đô ra miền bắc, tại vị trí mà dòng họ của ông ở từ trước và đặt tên thủ đô là Indrapura. Đây cũng là thời kỳ Chăm Pa bắt đầu có tên gọi là Chiêm Thành.

## Đặc điểm
Đây cũng là thời kỳ Phật giáo đại thừa ảnh hưởng mạnh vào vương triều này cũng như tinh thần của xã hội Chăm Pa. Phật giáo gần như trở thành tôn giáo chính của cả vương triều. Chính do lòng tin và thành kính đối với đức Phật mà ngay từ vị vua đầu tiên đã cho xây dựng cả một tu viện Phật giáo rộng lớn ngay kinh thành, được đánh giá là tu viện [Phật giáo]] lớn nhất Đông Nam Á thời đó.
Trong thời kỳ này, Chăm Pa có giao lưu nhiều với Chân Lạp và các nhà nước ở Java, chính vì thế các ảnh hưởng từ ngoài đã tác động một phần lên nghệ thuật kiến trúc của người Chăm

## Kết thúc
Sự phục hồi mạnh mẽ của hai quốc gia láng giềng là Đại Cồ Việt ở phía bắc và Đế quốc Khmer ở phía tây nam đã đe dọa tới Chăm Pa. Các cuộc chiến giữa Chăm Pa và vương triều Angkor (Chân Lạp) vào năm 945 và vương triều Tiền Lê (Đại Cồ Việt) vào năm 979 dẫn tới sự suy yếu của vương quốc Chăm Pa. Tiếp đó, cuộc tấn công vào năm 982 của Đại Cồ Việt do Lê Hoàn chỉ huy đã tàn phá kinh thành Indrapura; vua Paramesvaravarman (Hán Việt gọi là Phê Mi Thuế) bị giết. Sự kiện này đã đánh dấu sự kết thúc vai trò kinh đô Indrapura của Chăm Pa, sau sự kiện này Chăm Pa chuyển đô về phía nam ở Bình Định với tên gọi mới là Vijaya.